# Hysterochelifer spinosus
Espèce
Synonymes
- Chelifer spinosus Beier, 1930

Hysterochelifer spinosus est une espèce de pseudoscorpions de la famille des Cheliferidae.

## Distribution
Cette espèce se rencontre en Tunisie et en Italie.

## Publication originale
- (it) Max Beier, « Due nuovi pseudoscorpioni della Tunisia », Bollettino del Laboratorio di Zoologia Generale e Agraria del R. Istituto Superiore Agrario di Portici, vol. 24,‎ 1930, p. 95-98 (ISSN 1127-6142).